# Михайлівка (Донецький район)
Миха́йлівка — село Донецької міської громади Донецького району Донецької області, Україна. Населення становить 64 осіб. Відстань до Моспиного становить близько 9 км і проходить автошляхом місцевого значення.

## Населення
За даними перепису 2001 року населення села становило 64 особи, із них 10,94 % зазначили рідною мову українську, 89,06 % — російську мову.
| Рік                                                   | 1989      | 2001 |
| Населення, осіб                                       | 621 (612) | 64   |
| Примітки. 1. Постійне населення. 2. Наявне населення. |           |      |